# Janette Fishell
Janette Fishell (* 1958) ist eine US-amerikanische Organistin und Hochschullehrerin.

## Leben
Janette Fishell studierte Musik an der Indiana University Bloomington und absolvierte  1981 ihren Bachelor of Music und 1982 ihren Master of Music, 1988 wurde sie an der Northwestern University zum Doctor of Music promoviert. Sie ist Professorin für Orgel und Vorsitzende der Orgelabteilung an der Jacobs School of Music an der Indiana University.

## Auszeichnungen
- 2012: Oswald Gleason Ragatz Distinguished Organist Alumni Award
- 2014: Paul Creston Award
- 2020: Indiana University Bicentennial Medal

## Tondokumente (Auswahl)
- Marcel Dupre: Works for Organ. CD, Naxos.
- Pas de Dieu. Music Sublime & Spirited. Loft Recordings 2007.
- Dances of Life...Dances of Death. An Eben Organ Anthology. Pro Organo 1994.
- The Organ Music of Johann Sebastian Bach played on the Fisk Organ at Historic First Presbyterian Church. ZigZag Records, New Bern 1998.

## Schriften
- The organ music of Petr Eben. 1988.
- But What Do I Do With My Feet? The Pianist's Guide to the Organ. Abingdon Press, Nashville 1996.